# ロックマン2 Dr.ワイリーの謎
『ロックマン2 Dr.ワイリーの謎』（ロックマンツー ドクターワイリーのなぞ、ROCKMAN 2）は、1988年12月24日に日本のカプコンから発売されたファミリーコンピュータ用横スクロールアクションゲーム。
同社の『ロックマンシリーズ』の第2作目。前作『ロックマン』（1987年）で野望を阻止されたDr.ワイリーが、再び世界征服の野望を企み8体の新たなロボットを誕生させたため、主人公ロックマンを操作して野望を阻止する内容となっている。前作よりステージが増えており、8つの選択ステージとワイリーステージ（6ステージ）の計14のステージから構成される。操作性を始め、前作のシステムを元に、以降の作品の基礎となるシステムが構成されている。一般のユーザーによるボスキャラクターのデザイン募集も本作から開始された。
後に各種プラットフォームに移植されるが、それぞれ仕様が異なる（後述）。復刻版であるPlayStation版のパッケージや説明書には「シリーズ最高傑作」という記述があり、後に『ロックマン11』が塗り替えるまではシリーズ最高売り上げ本数を誇っていた作品でもあった。その他、2003年以降は携帯電話ゲームとして配信された他、バーチャルコンソール対応ソフトとして2007年にWii、2012年にニンテンドー3DS、2013年にWii U用としてそれぞれ配信されている。

## ゲーム内容

### 前作からのシステム変更点
- 登場するステージボスが6体から8体に増加した（以降、ロックマンシリーズのボスキャラ数は8体となる）。
- 1度クリアしたステージに行けなくなった（携帯アプリ版では行けるようになった）。
- パスワードによるゲーム内容の記録が可能になった。ステージクリア時とゲームオーバー時に表示される。パスワードは文字を打つタイプのものではなく、5×5マスに9個の赤丸を配置した表の形となっている[注 1]。
- エネルギー缶（E缶）が追加された。これは任意のタイミングで体力ゲージを全回復できるアイテムである[4]。最大4つまで所持できるが、ゲームオーバー時にストックが0に戻ってしまう。また、本作と次作のみ体力ゲージ全快時でも誤って選択すると消費してしまう[注 2]。なお、本作では「エネルギーパック」という名称であり。「エネルギー缶」という名称になったのは『3』以降である。
- ライフエネルギーと武器エネルギーのデザインが変更された。以降のファミリーコンピュータでの作品は、このデザインで統一されている。
- スコアシステムの廃止（携帯アプリ版では継続）。
- 水中でのジャンプ力の増加（動きが鈍るのは前作からの仕様）。
- ワイリーステージのボスラッシュは、前作のステージ途中で一定順序で戦う形式とは異なり、専用のステージが設置され、戦うボスの順番も任意で選べるようになった。また、撃破時にライフエネルギーの回復アイテム（大）を落とすようになった。
- 一部を除き、敵キャラの被ダメージ後の無敵時間が非常に短くなった。耐久力の高い敵でも、至近距離からの連射で素早く倒せる。この仕様は次作まで続いた。
- セレクトボタンでポーズをかけられなくなった。
- ステージに置いてあるアイテムを入手した場合、ゲームオーバー時のみ復活するようになった。
- ステージセレクト画面では前作と異なり、最初から8ボスの中央にワイリー（のシンボルマーク）が表示されている。また、8体目を撃破するか、そこまで進めたパスワードを入力した際は、ステージセレクトに戻らずに直接ワイリーステージ開始時のデモが始まる。ただし、ゲームオーバーでステージセレクトに戻った場合は、カーソルをマークに合わせて選択することでワイリーステージが開始するようになっている。なお、メガドライブ版（『ロックマンメガワールド』に収録）では、これと同様の方式となっている。
- 被ダメージ時、身体が点滅している間だけトゲトラップなどの即死する地形に触れてもミスしないようになった（前作は点滅中に触れてもミス）。以降の作品は全てこの仕様になっている。これにより、わざとダメージを食らい、点滅中にトラップに触れてミスを回避する方法が使えるようになった。しかし、落とし穴などに落ちてしまうと点滅に関係なくミスにする。
- ロックバスターが効かない敵に撃つと弾かれるようになった（前作では効かない敵に撃つとバスターが消滅していた）。これは、バスター以外の特殊武器も同様で、本作以降も（一部を除き）この仕様が踏襲されている。
- シャッター通過後のボスの部屋までの通路が1画面分と短くなり（前作は、1回スクロールする2画面分あった）、敵も出現しなくなった。以降の作品ではこの通路の構造が踏襲されている。

### シリーズ中本作のみの仕様
- ロックマンのライフエネルギーが0になってから爆発するまでにタイムラグが存在する。そのためボス戦で相打ちになると勝利したことになるが、状況次第では画面がフリーズするなどの不具合が発生することがある。
- 特定の武器で攻撃すると、与えたダメージが全回復してしまうボスが何体か存在する。主に自身の特殊武器（例：ヒートマンにアトミックファイヤー）で回復するが、例外も存在する。
- 複数回発射しないとエネルギーを消費しない特殊武器は、エネルギーを消費する前に武器選択画面を開くことで使用回数がリセットされ、繰り返せば武器エネルギーを消耗せずに使用することができる（メタルブレード・バブルリード・クイックブーメランが該当）。次回作では修正されている。
- ロックマンがライフが0になって爆散する時のエフェクトの色が、その時に装備していた武器の色に準ずる。
- 敵の落とすライフエネルギー・武器エネルギー・1UPアイテムを空中でキャッチできない。
- ファミコン6作品では唯一回復アイテムを取った時のゲージのスピードが遅い。

### 特殊武器
『ロックマン2』の特殊武器はタイムストッパーを除き、敵を破壊した場合に貫通するという特徴を持つ。また、画面内に弾が残っている状態では武器選択画面を開くことができない。
メタルブレード（Metal Blade）（M）- メタルマンを撃破 - 消費エネルギー（1/4）
3連射するセラミカルチタン製の回転ノコギリ状の武器を投げつける。威力・連射力・燃費・当たり判定に優れて、脆い敵を貫通しながら飛び、十字キーを押しながら発射することで全8方向に撃ち分けが可能。地上を移動しながら撃てず（地上で撃つ瞬間は動きが止まり、連射中も動けない）、効かない敵もそこそこいるのが弱点。
『大乱闘スマッシュブラザーズ for Nintendo 3DS / Wii U』では、ロックマンの通常必殺ワザとして登場する。地上に置いたものや発射されたものをキャッチしたものはアイテムと同じ扱いとなり、ロックマン以外のファイターも使用可能で、ロックマンもダメージを受ける。

エアーシューター（Air Shooter）（A）- エアーマンを撃破 - 消費エネルギー（2）
空気をトルネード化させた竜巻を斜め上方向に3発同時に放つ。竜巻は徐々に拡散する。この武器が効く相手には貫通力があり、特に硬い装甲を持つ敵に効果が高い。
『大乱闘スマッシュブラザーズ for Nintendo 3DS / Wii U』では、ロックマンの上空中攻撃として登場するが、放つ竜巻は1発のみであるうえに、真上に上昇する。

バブルリード（Bubble Lead）（B）- バブルマンを撃破 - 消費エネルギー（1/2）
地形に沿って移動する泡を発射する。その性質上地面のトラップの発見に有効。壁を登ることはできない。2連射まで可能。発射すると泡が地面に落ちる性質上、空中の敵には接近して撃たないと当てづらい。

クイックブーメラン（Quick Boomerang）（Q）- クイックマンを撃破 - 消費エネルギー（1/8）
前方に楕円状の軌道で飛ぶブーメランを発射する。射程は短いものの連射が利き、ボタンを押し続けるだけで連射可能。当てる敵によっては、ロックバスターよりも威力が高い。シリーズの中でもトップクラスに燃費の良い特殊武器である。

クラッシュボム（Clash Bomb）（C）- クラッシュマンを撃破 - 消費エネルギー（4）
針付き時限爆弾を前方に発射する。壁に接触するとその場所に張り付き、一定時間が経過すると周囲に連続で爆風を発生させる。爆風は特定の壁を破壊でき、消滅するまで攻撃判定が連続で発生する。有効な敵に直撃した場合は爆発せず消滅して普通のダメージが入るが、無効な敵の場合はその瞬間に爆発する。画面上に1発しか発射できず、爆風が消滅するまでは武器選択画面を開くことができない。武器エネルギーを取らない限り7発までしか発射できない。別名「力ワザ爆弾」。
『大乱闘スマッシュブラザーズ for Nintendo 3DS / Wii U』ではロックマンの横必殺ワザとして登場する。ファイターが接触すると一定時間後に爆発するが、ファイター同士が接触すると爆弾を擦り付けることができるので、ダメージを回避することも可能。擦り付けられた際には、ロックマンもダメージを受ける。

タイムストッパー（Time Stopper）（F）- フラッシュマンを撃破 - 消費エネルギー（4/1秒）
一定時間、ボスを含む全ての敵の動きとステージの仕掛けを停止することができる。ただし使用中は敵を攻撃できない上、武器選択画面を開くこともできず、エネルギーを使い切るまでキャンセルできない。使用中に武器エネルギーを取ることで効果時間が延長される。設定上はボス級ロボットにはタイムストッパーに対する防御装置が施されているが、クイックマンにのみこの装置に欠陥があったためダメージを与えることができる。なお、使用中にボスの部屋に入った場合、エネルギーが無くなるまでボスが登場しない（厳密に言うと、ボスが部屋の天井で停止している）。エネルギーの消費は、0.25秒毎に1ずつ減っていく。
- 北村によれば、当初は時間を止める能力ではなく、「特殊なマイクロ波により物質の分子が重力と真逆方向に連続振動している」という設定だった。

アトミックファイヤー（Atomic Fire）（H）- ヒートマンを撃破 - 消費エネルギー（1、6、10）
圧縮ブラスター装置により生み出された、12,000℃もの爆発的エネルギーの火炎弾を発射する。ボタンを押し続けることで2段階にチャージが可能で、チャージ段階に比例して威力・攻撃判定・消費エネルギーが増大する。「ボタンを長押ししてチャージする」というシステムを初めて導入した武器である。0 - 1段階でのチャージ感が3秒程度と長いのに対し、1 - 2段階へのチャージ時間は1秒程度と短い。

リーフシールド（Leaf Shield）（W）- ウッドマンを撃破 - 消費エネルギー（3）
小型の電磁波発生装置を内蔵し、特殊コーティングされた木の葉型ビット4枚をロックマンの周囲で回転させる。使用中はジャンプ以外の動作ができないが、十字キーを押すことで任意の方向にシールドを発射可能。武器エネルギーはその際に消費する。しかしシールドで防げるのは一撃で倒せる敵の体当たりのみで、弾などは防げない。一撃で倒せる敵相手ならば、向かってきても消えずに防ぎ続け、発射すれば貫通もする。
『大乱闘スマッシュブラザーズ for Nintendo 3DS / Wii U』では、ロックマンの下必殺ワザとして登場する。

### その他の特殊武器
特定の選択ステージのボスを倒すとライト博士から届けられるサポートメカである。いずれも使用中は攻撃不能で、武器選択画面も開くことができない。
アイテム1号（Item 1）（1）- ヒートマンを撃破 - 消費エネルギー（2）
ロックマンの目の前に上昇する足場を出現させる。足場は画面内に3つまで出すことができ、一定時間が経過すると消滅する。

アイテム2号（Item 2）（2）- エアーマンを撃破 - 消費エネルギー（4/1秒）
前方へ高速移動するジェット機のような足場を出現させる。画面内に出現している間は常にエネルギーを消費し続ける。ロックマンが上に乗らずとも、出現させてからしばらくすると勝手に発進する。障害物に接触するかエネルギー切れで消滅する。最高速度はマッハ3。障害物に接触する当たり判定が、見た目よりも少しだけ広い。

アイテム3号（Item 3）（3）- フラッシュマンを撃破 - 消費エネルギー（4/1秒）
左右両側に爪のようなパーツが付いた足場を出現させる。足場は地面をバウンドしながら進み、壁に接触するとエレベーターのように上昇し始める。壁を登り切ると消滅する。また、足場に乗っている間は上昇し続けるが、足場から離れると今度は下降を始める。アイテム2号同様、画面内に出現している間は常にエネルギーを消費し続ける。

## ストーリー
ロボット工学の第一人者であるDr.ライトの造ったロボットを奪い、世界征服をたくらんだDr.ワイリーだったが、ロックマンの活躍によってその野望は阻止され、世界に再び平和が戻った。しかし、世界征服の野望を捨てきれずにいたDr.ワイリーは、ロックマンに戦いを挑むべく、自らの手で作り上げた8体のロボットを送り出してきたのであった。

## 登場キャラクター

### メインキャラクター
一部のキャラクターの詳細はロックマンシリーズ#登場キャラクターを参照。
DRN.001 ロックマン（Rockman）

Dr.ライト（Dr. Right）
特殊武器取得画面に登場。

DRN.002 ロール（Roll）
PlayStation（以下PS）版ナビモードにのみ登場。
Dr.ワイリー（Dr. Wily）

### ボスキャラクター
DWN.009 メタルマン（Metalman）
長所：仕事が早い / 短所：かなりのキレもの / 好き：フリスビー / 嫌い：犬
Dr.ワイリーが初めて製作した純粋な戦闘用ロボット。前作のカットマンをベースに造られた。
全方向連射可能のセラミカルチタン製の手投げ式回転ノコギリ・メタルブレードを武器に、高く跳躍し、上空から連射攻撃を行う。時折、ベルトコンベアーの方向が切り替わる瞬間に2段ジャンプを行うことがある。
ライト博士曰く「未来の歯医者さん」。ロックマンの行動にあわせてジャンプし、メタルブレードを投げてくる。
- 自身の特殊武器であるメタルブレードが弱点となっているが、北村曰く「隠し攻略」であり、雑誌で引っ張ってもらうためだったという。
- ラフデザインでの名前はローリングマン。

DWN.010 エアーマン（Airman）
長所：風格がある / 短所：先輩風を吹かす / 好き：メンコ / 嫌い：落ち葉の季節
大きな胴体の胸部と頭部が一体化した独特の体形を持つ空中戦闘用ロボット。腹部の大型プロペラで台風ほどの強風を巻き起こし、小型の竜巻を発生させる「エアーシューター」が武器。
ワイリーは以前にこのシステムで凧揚げをしようとしたが失敗した。部下のロボット達と協力すれば大型の竜巻を発生させることができる。
ワイリー曰く「腹にプロペラを入れたらこうなった」という頭と胴体のつながった独特のデザインは、通常の人型デザイン以上に敵に恐怖と威圧感を与え、後に「エアーマンタイプ」と呼ばれる機種を数多く生み出した。

DWN.011 バブルマン（Bubbleman）
長所： 心が広い / 短所：金遣いが荒い / 好き：温泉 / 嫌い：油
Dr.ワイリーが初めて造った水中戦闘用ロボットで、同時に世界最初の人型水中戦ロボットという設定。しかし、欠陥があったため水中を歩くことができず、ジャンプでしか移動できない。長い距離を移動する姿はワイリーですら思わず笑ってしまうほど可愛かったらしい。
腕部からは銛状の弾を発射、頭部から特殊武器「バブルリード」を発射する。
- ラフデザインでの名前はアクアマン。

DWN.012 クイックマン（Quickman）
長所： 早寝、早起き / 短所：落ち着きがない / 好き：カーレース / 嫌い：カメ
前作のエレキマンの特徴を受け継ぎ、高速移動に性能を特化させたロボット。
特殊武器である小型ブーメラン「クイックブーメラン」を使い、正々堂々とした戦いを好む。ボスで唯一、タイムストッパーでダメージを受けてしまう。また、効かない特殊武器で攻撃すると防御のポーズをとる。
動きの素早さと高いジャンプ力を自慢にしているスピード狂。『ロックマン バトル&チェイス』やアーケード版といった他のジャンルの作品にも登場しており、総じてスピードを重視した強敵である。
『ロックマン10』までの初代シリーズのボスの中で、ステージ選択画面のマスからはみ出して表示される唯一のボスだった（ブーメランの先がマスからはみ出している）。
- ラフデザインでの名前はブーメランマン。

DWN.013 クラッシュマン（Clashman）
長所：さっぱりした性格 / 短所：手先が不器用 / 好き：ビル壊し / 嫌い：リサイクル
前作のガッツマンとボンバーマンの特徴を受け継いだロボットで、「歩く弾薬庫」と呼ばれる。両腕に強力な破壊力を持つ特殊武器「クラッシュボム」を仕込み、ジャンプからボムを発射、爆発させて攻撃する。
本人は爆発のショックに耐えられるようにボディが頑丈に造られている。普段はおとなしいが怒ると手が付けられなくなる性格。
- ラフデザインでの名前はミサイルマン。

DWN.014 フラッシュマン（Flashman）
長所：部下に優しい / 短所：愚痴をこぼす / 好き：カメラ / 嫌い：カツラのCM
「時間を制する」という困難なテーマにDr.ワイリーが挑んだ末、ついに完成させた傑作ロボット。
特殊武器「タイムストッパー」は、短期間ではあるが時間を止めることができる。そのほか、連射可能な拡散ショットも腕に装備している。
タイムストッパーはたまにお風呂で悪用している。

DWN.015 ヒートマン（Heatman）
長所：マイペース / 短所：熱意がない / 好き：バーベキュー / 嫌い：アイスクリーム
前作のファイヤーマンのノウハウを基に開発されたロボット。ジッポーライターに手足が生えたような外見をしている。ファイヤーマンよりも出力・耐熱性ともに上回り、強力な火炎を自由に発生させることができる。特殊武器「アトミックファイヤー」は、圧縮型ブラスターにより12,000℃にも及ぶ高熱を発生させ、その炎を身に纏い炎の塊となって突進する。背中には火力調節ダイヤルがある。

DWN.016 ウッドマン（Woodman）
長所：優しい / 短所：気が多い / 好き：山歩き / 嫌い：自然破壊
森林の戦闘を考えて造られたロボット。天然の檜の中身をくり抜いて特殊コーティングしたボディを持つ。更には内部メカまでもがボディと同じ素材でできているという高級感漂う自然派ロボット。
怪力が自慢のパワーファイターだが、気は優しくて力持ち。自然破壊・森林破壊を絶対に許さない。あらゆる攻撃を跳ね返す特殊武器「リーフシールド」で防御を固めつつ、電磁ビットによる制御でこれを広範囲に飛ばす攻撃により、着実にロックマンを追い詰める強敵。ただし木製故に炎や刃物に弱い。そのためアトミックファイヤーは、弱点武器である。
『ロックマン8 メタルヒーローズ』（セガサターン版のみ）に隠しボスとして登場。『ロックマン10 宇宙からの脅威!!』では、「ウェポンアーカイブ」として登場している。

#### その他のボスキャラクター
メカドラゴン（Mecha Dragon）
ワイリーステージ1のボス。ドラゴンをイメージして作られた機動メカ。炎を吐いて攻撃してくる。圧倒的な巨体を誇り悠々と飛行するが、当時は巨体を浮かす技術が無く、その中身は水素ガスであり、本体も大半が風船でできている。飛行時はその浮力を用いる。
ワイリーステージ1の終盤で突然出現し、ロックマンを背後から追いかけて来るが、この段階では無敵状態であり、スクロールが停止するまではダメージを与えることができない。また戦う場所は足場がほとんどないため落下する危険性が高く、ロックマンがドラゴンと接触すると一発でミスとなる。
- 『ロックマン1』開発時に考案されていたボスであり、当時のファミリーコンピュータでは巨大なキャラを激しく動かすのは処理能力の関係で困難だったため前作では登場できなかったのだが、「ボスの姿を“周囲が黒塗りの背景”として描画し、画面スクロールさせることで動いているように見せる（足場のブロックはロックマンなどと同様のキャラクターで描画することで釣られて動くのを防ぐ）」という手法を用いて登場させるに至った。

ピコピコくん（Pico Pico Kun）
ワイリーステージ2のボス。元々はDr.ライト宅のガードシステムであったのを、ワイリーが対ロックマン用に改造したもの。ワイリーは過去に酷い目に遭わされ、攻撃力の高さに目を付けボスに採用した。
部屋を構成する壁と床のブロックが分離・合体してロボットの姿に変形し、体当たりで攻撃してくる。1体が破壊されると次のブロックが合体し、最大14体出現する。体当たりのスピードは後のものほど速くなる。
- 企画の北村によれば、当初床が抜けていくたびに当たり判定が抜けて行く前提の設定だったが、『ロックマン1』の難易度の高さから、プログラマーの松嶋延幸がもうできないと意見し、当たり判定はそのままになった。
- 名前に関しては富田直哉の命名であり、北村が変えるように言っても譲らなかったという。

ガッツタンク（Guts Tank）
ワイリーステージ3のボス。前作で登場したガッツマンをベースに開発された、超大型戦車。エネルギー弾での攻撃の他、ネオメットールを射出してくる。その重量は相当のものであるが、その実、重さを多く占めるのは積んである燃料であり、燃料を使って軽くなった時が良く動ける。後部のタンクに小さく「LPガス」の文字を確認できる。
- メカドラゴンと同じ手法で動かしている。

ブービームトラップ（Boobeam Trap）
ワイリーステージ4のボス。硬化フードによって守られたビーム発射装置。その防御力は、弱点武器以外の攻撃を（通常の攻撃すら）一切受け付けないほど。部屋の各箇所に5基配備されている。
一定間隔で砲台が赤く光り、ロックマンに向けて弾が発射される。弾の速度はかなり速く、避けるのが非常に困難である。
攻略にパズル要素が含まれており、ボスの部屋には弱点武器でしか破壊できない壁も配置されており、その壁を必要以上に壊してしまうと武器エネルギーが切れてしまい、どうやってもボスを倒せなくなるという事態に陥る。ただし再戦時には前回破壊した壁はそのままの状態のため、詰みにはなりにくい仕様となっている（ゲームオーバー時には元通りになる）。また携帯アプリ版では破壊可能な壁を壊すと武器エネルギー（大）が必ず出るので、さらにエネルギー切れで詰む可能性が低くなった。

ワイリーマシン2号（Wily Machine 2）
ワイリーステージ5のボス。前作においてロックマンが来ることを想定していなかったためワイリーマシン1号を急造する羽目になった失敗を生かし、念入りに設計・準備した上で製作されており、戦闘力と格好よさを追求した、対ロックマン用兵器。第二形態まで存在する。
反重力エネルギー弾や、より一層効果を高めた非常時の強化システムが特徴であるが、反面装甲が脆くなってしまっている。装甲が脆いのはワイリーが自分の顔を見せたいからだという噂もある。

エイリアン（Alien）
最終ステージのボス。Dr.ワイリーが変身して宇宙人のようになった姿。しかし正体はホログラフ投影装置によって映し出された虚像。姿形は「200X年度版『よい子の怪物図鑑』」を参考に作られている。
「∞」の軌道を描きながら浮遊移動し、一定間隔で弾を撃ってくる。ある特殊武器しか通用せず、それ以外の武器を当てるとエネルギーを全回復させてしまうため、残存武器エネルギー量によってはゲームオーバーになってコンティニューするしか倒す手立てがなくなってしまう。また攻撃力も非常に高く、被弾で全ライフエネルギーの1/4、接触で半分近くものダメージを受ける。

## 移植版
| No. | タイトル                                                                   | 発売日                                         | 対応機種                                                   | 開発元               | 発売元   | メディア                               | 型式               | 備考                                                   |
| --- | -------------------------------------------------------------------------- | ---------------------------------------------- | ---------------------------------------------------------- | -------------------- | -------- | -------------------------------------- | ------------------ | ------------------------------------------------------ |
| 1   | ロックマンメガワールド Mega Man: The Wily Wars PAL Mega Man: The Wily Wars | 1994年10月21日 1994年12月31日 PAL 1995年4月3日 | メガドライブ                                               | 水口エンジニアリング | カプコン | 16メガビットロムカセット               | T-12053 T-12046-50 |                                                        |
| 2   | ロックマン2 Dr.ワイリーの謎                                                | 1999年9月2日                                   | PlayStation                                                | インテック           | カプコン | CD-ROM                                 | SLPS-02255         |                                                        |
| 3   | ロックマン2 Dr.ワイリーの謎 PS one books                                   | 2003年4月24日                                  | PlayStation                                                | インテック           | カプコン | CD-ROM                                 | SLPM-87249         | 廉価版                                                 |
| 4   | ロックマン2 Dr.ワイリーの謎                                                | 2003年6月18日                                  | J-スカイ （Javaアプリ）                                    | カプコン             | カプコン | ダウンロード販売 （カプセル@カプコン） | -                  |                                                        |
| 5   | Mega Man Anniversary Collection                                            | 2004年6月23日                                  | PlayStation 2 ゲームキューブ                               | Atomic Planet        | カプコン | DVD-ROM 8センチ光ディスク              | -                  | 他シリーズの9作品との合同収録作。PlayStation版を収録。 |
| 6   | Mega Man Anniversary Collection                                            | 2005年3月15日                                  | Xbox                                                       | Atomic Planet        | カプコン | DVD-ROM                                | -                  | 他シリーズの9作品との合同収録作。PlayStation版を収録。 |
| 7   | ロックマン2 Dr.ワイリーの謎                                                | 2005年10月6日                                  | BREW2.1対応機種 （EZアプリ）                               | カプコン             | カプコン | ダウンロード （クラブ☆カプコン）       | -                  |                                                        |
| 8   | カプコンゲームブックス ロックマン2 Dr.ワイリーの謎                         | 2007年3月28日                                  | PlayStation                                                | インテック           | カプコン | CD-ROM                                 | SLPM-87410         | 画集付                                                 |
| 9   | ロックマン2 Dr.ワイリーの謎                                                | PAL 2007年12月14日 2008年8月26日 2008年9月15日 | Wii                                                        | カプコン             | カプコン | ダウンロード （バーチャルコンソール）  | -                  | ファミリーコンピュータ版の移植                         |
| 10  | ロックマン2 Dr.ワイリーの謎                                                | 2008年4月1日                                   | FOMA703、901以降 （iアプリ）                               | カプコン             | カプコン | ダウンロード （カプコンパーティ）      | -                  |                                                        |
| 11  | ロックマン2 Dr.ワイリーの謎                                                | 2008年8月1日                                   | Yahoo!ケータイ （S!アプリ）                                | カプコン             | カプコン | ダウンロード                           | -                  |                                                        |
| 12  | ロックマン2 Dr.ワイリーの謎                                                | 2008年8月7日                                   | EZアプリ                                                   | カプコン             | カプコン | ダウンロード                           | -                  |                                                        |
| 13  | Mega Man 2                                                                 | 2009年3月26日                                  | iPhone （iOS）                                             | カプコン             | カプコン | ダウンロード                           | -                  |                                                        |
| 14  | ロックマン2 Dr.ワイリーの謎                                                | 2009年9月9日                                   | PlayStation 3 PlayStation Portable （PlayStation Network） | インテック           | カプコン | ダウンロード （ゲームアーカイブス）    | -                  | PlayStation版の移植                                    |
| 15  | ロックマン2 Dr.ワイリーの謎                                                | 2012年8月8日 2013年2月7日                      | ニンテンドー3DS                                            | カプコン             | カプコン | ダウンロード （バーチャルコンソール）  | -                  |                                                        |
| 16  | ロックマン2 Dr.ワイリーの謎                                                | 2013年6月12日                                  | Wii U                                                      | カプコン             | カプコン | ダウンロード （バーチャルコンソール）  | -                  |                                                        |
| 17  | ロックマン クラシックス コレクション                                       | 2016年2月25日                                  | ニンテンドー3DS                                            | Digital Eclipse      | カプコン | 3DSカード                              | -                  | 他シリーズの5作品との合同収録作。                      |
| 18  | ロックマン クラシックス コレクション                                       | 2016年5月26日                                  | PlayStation 4 Xbox One Steam                               | Digital Eclipse      | カプコン | ダウンロード                           | -                  | 他シリーズの5作品との合同収録作。                      |
| 19  | ロックマン2 モバイル                                                       | 2017年1月6日                                   | iOS Android                                                | カプコン             | カプコン | ダウンロード                           | -                  |                                                        |
| 20  | ロックマン クラシックス コレクション                                       | 2018年5月24日                                  | Nintendo Switch                                            | Digital Eclipse      | カプコン | ゲームカード ダウンロード              | -                  | 他シリーズの5作品との合同収録作。                      |

メガドライブ版
- 『ロックマンメガワールド』
『ロックマン』『3』とのカップリング移植。

PlayStation版
FC版をそのまま収録。ステージ中で攻略のヒントが見られる「ナビモード」の選択や、難易度・ゲームスピードの調整などが可能。
基本的にはそのままの移植だが、ロックマンの当たり判定の位置がオリジナル版より上にズレているため、オリジナル版と同じ攻略方法ができない部分が存在する。
2003年4月24日にPS one books版、2007年3月28日に攻略本とセットになった“カプコンゲームブックス”版が発売された（ISBN 978-4-86233-114-4）。
2009年9月9日より、PlayStation Storeにてゲームアーカイブス版が配信中である。
ナビモードでは、本作以降は最終ステージのナビゲートが開始地点を除いて行われなくなる。

携帯アプリ版
FC版の内容を再現して配信。ネットワークを通じた「ランキングモード」と残機数無限の「フリーモード」で構成される。「ランキングモード」は従来のゲームにスコアとタイムの要素が追加され、スコアを送信するとランキングに登録される。ランキングは月別と累計がある。
クリアすると「サウンドテスト」が追加される。Android.iOSでは「ランキングモード」や「サウンドテスト」はなくなっている。

バーチャルコンソール版
FC版の内容を再現して配信。目の負担を軽減するため、画面の明度を下げて少し暗くなっている。また、ステージセレクト内のボスキャラクターを選択後および、アイテム1号～3号を獲得する際のフラッシュの点滅表現が軽減化され、フラッシュが遅くなった。

## スタッフ
- キャラクター・デザイン：YASUKICHI（岸本泰明）、INAFKING（稲船敬二）、TOM PON（富田直哉）、NAGINEKO、2M03CM MAN、A.K.（北村玲）
- サウンド・プログラマー：OGERETSU KUN（立石孝）、MANAMI IETEL（松前真奈美）、YUUKICHAN'S PAPA（坂口由洋）
- プログラマー：H.M.D.（松嶋延幸）
- 企画・ゲームデザイン：A.K（北村玲）
- スペシャル・サンクス：ごとうよしあき、鈴木一也、ほそやともひろ、かとうじゅん、やまうちまさみ、たなかせいじ、河合英明、吉永拓三、いえなかしん、三浦徹也、もりもとたけお、さとうまさき、洗猛、まつむらひろのり

## 評価
ゲーム誌『ファミコン通信』の「クロスレビュー」では合計28点（満40点）、『ファミリーコンピュータMagazine』の読者投票による「ゲーム通信簿」での評価は以下の通りとなっており、22.99点（満30点）となっている。同誌1991年5月10日号特別付録の「ファミコンロムカセット オールカタログ」では、8体のボスキャラクターが前作よりも強くなっていることに言及した他、ボスキャラクターのデザインが一般公募によるものであると指摘した上で「個性豊かだ」と肯定的に評価している。
| 項目 | キャラクタ | 音楽 | 操作性 | 熱中度 | お買得度 | オリジナリティ | 総合  |
| 得点 | 4.26       | 3.85 | 3.78   | 3.85   | 3.63     | 3.62           | 22.99 |

## 攻略本
- ロックマン1・2・3 公式ガイドブック - アスペクト、1999年10月28日、ISBN 4-7572-0588-0

## 備考
- 本作のタイトルデモで流れるBGMは前作のエンディングBGMを一部流用している。その後、曲調が変化するとタイトル画面になる。
- ボス戦BGMが1種類のみで、ラストボスまで同じ曲が使われている。これは2024年現在、ナンバリング作品では唯一の例である[注 7]。
- ボス決定デモのBGMは前作の決定デモBGMをアレンジしたものである。以降の作品（一部除く）でも多数の作品でアレンジバージョンが使われているが、『ロックマン9 野望の復活!!』（2008年）でのみ、本作のものがそのまま流用されている（『9』は他にワイリーステージ開始時のBGMも本作のもの流用している）。
- 国外版（タイトルは『Mega Man 2』）の変更点として、難易度を抑えた「NORMALモード」の新設がある。NORMALモードでは敵に与えるダメージがタイムストッパーを除き、全て2倍になっており、敵がライフエネルギーと武器エネルギーを落とす確率が大幅に上昇している。これにより、弱点武器で一撃で倒せるボスが存在する。また、日本版と同じ難易度の「DIFFICULTモード」もある。この国外版は、日本でも「ロックマン クラシックス コレクション」でオプション設定により選択可能で、より簡単な「NORMALモード」でプレイすることも可能。
- FC版ではステージを選んだ時とワイリーステージのボスを倒した時に画面が点滅する。特にラストボスを倒した時に激しく点滅する。
- 『ロックマンX5』（2000年）で、本作のクイックマンステージおよびバブルマンステージに類似しているステージがある。詳細は該当項目参照。
- 本作に登場するワイリー基地が、『大乱闘スマッシュブラザーズ for Nintendo 3DS/Wii U』（2014年）のステージとして登場する。ステージ特有のキャラクターとして、『ロックマン』（初代）のイエローデビルが登場する。この作品のイエローデビルについては、初代のページを参照。
- 本作のBGMが一部、『大乱闘スマッシュブラザーズ for Nintendo 3DS/Wii U』にてアレンジを加えて使用されている。また、オリジナルBGMも使用されている。
- 作中BGMに歌詞をつけた二次創作に『思い出はおっくせんまん!』がある。
- 本作をテーマにした楽曲に『エアーマンが倒せない』がある。
- 2019年9月にはアイドルグループTEAM SHACHIの楽曲「Rocket Queen feat. MCU」のプロモーションとして、コラボゲーム『ROCKMAN 20XX ～戦え！TEAM SHACHI～』（スマートフォン用のブラウザゲーム）が配信された。『ロックマン2』のキャラクターをベースに、スーパーロボットと化したTEAM SHACHIの4人がDr.ワイリー AIの野望に立ち向かうという内容[39]。